# Bob Brenly
Robert Earl Brenly (né le 25 février 1954 à Coshocton, Ohio, États-Unis) est un ancien joueur et gérant dans les ligues majeures de baseball.

## Biographie
Bob Brenly a évolué à la position de receveur de 1981 à 1989 pour les Giants de San Francisco et les Blue Jays de Toronto. En carrière, il a frappé dans une moyenne au bâton de ,247 avec 91 circuits et 333 points produits en 871 matchs. Il a sélectionné parmi les étoiles de la Ligue nationale en 1984, année où il a connu sa meilleure saison, établissant des sommets personnels : 147 coups sûrs, 28 doubles, 20 circuits, 80 points produits et moyenne au bâton de ,291.
Comme gérant, Bob Brenly a dirigé les Diamondbacks de l'Arizona de 2001 à 2004. À sa première saison à la barre de l'équipe, il a mené les D-Backs à la victoire en Série mondiale. Il est congédié après le match du 1er juillet 2004, alors que les Diamondbacks n'ont gagné que 29 parties sur 79. Il est remplacé par Al Pedrique. La fiche de Brenly en 3 saisons et demi à la barre du club est de 303 succès et 262 défaites en 565 matchs, pour un pourcentage de victoires de ,536. 
Analyste de baseball à Fox de 1996 à 2000, il y retourne brièvement en 2004 après avoir été congédié de son poste de gérant par les Diamondbacks. En novembre 2004, il est engagé pour être commentateur sportif à la chaîne WGN-TV lors de la télédiffusion des matchs des Cubs de Chicago. Jumelé au descripteur Len Kasper, il travaille à Chicago jusqu'en 2012. Depuis 2013, il est l'analyste lors des matchs télévisés des Diamondbacks et fait équipe avec le descripteur Steve Berthiaume.